# ABU TV ソング・フェスティバル2013
ABU TV ソング・フェスティバル2013 (ABU TV Song Festival 2013)は 、アジア太平洋放送連合(ABU)加盟放送局によって開催された、アジア規模の歌謡祭。
2回目の開催となった今大会は、2013年10月23日から29日の間に行われる第50回ABU総会と併せて、2013年10月26日にベトナムのハノイで行われた。ホスト放送局はベトナムの国営放送。
アジア・オセアニア地域から15の国と地域が参加。前回大会には参加しなかったブルネイ、イラン、キルギス、タイが参加した。

## 会場

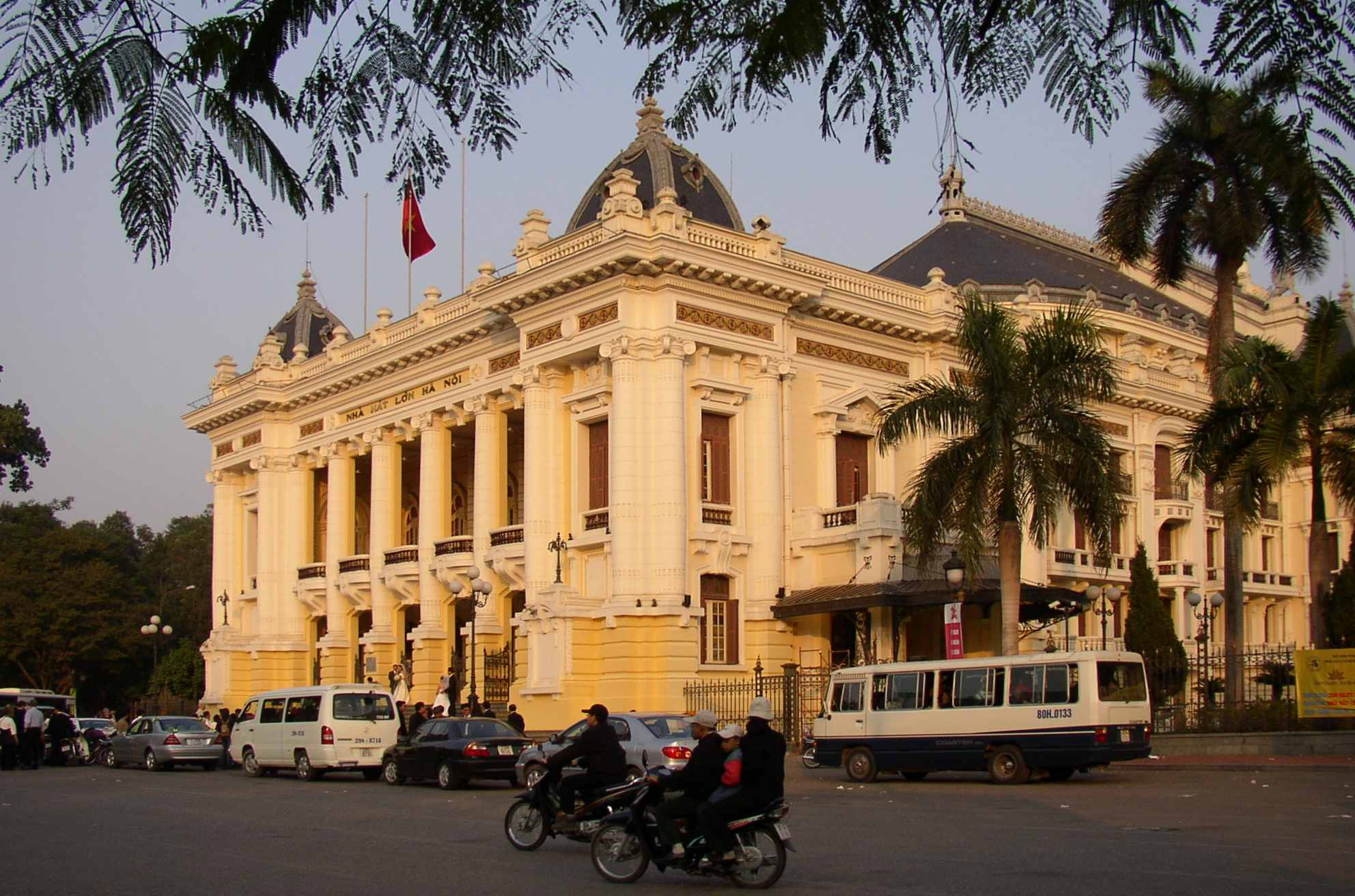
ハノイ大劇場(ハノイ・オペラハウス)

ハノイは、ホーチミンに次ぐベトナム第二の都市で、政治と文化の中心地として機能している。19世紀から20世紀の間、フランスの統治下にあったため、街中に西洋式の建築物が見られる。
当初の会場は「Vietnam Cultural Friendship Hall」であったが、後にハノイ大劇場へ変更となった。なお、このハノイ大劇場もフランス統治時代の1911年に完成した、西洋式の建築物である（1901年建築開始）。

## 参加国
本大会には15の国と地域が参加したが、ホストであるベトナムが代表を2人出場(計2曲)させたため、出場国の数と歌唱楽曲数が一致しない。
| 国名           | 使用言語           | アーティスト                         | 曲                                        |
| -------------- | ------------------ | ------------------------------------ | ----------------------------------------- |
| タイ           | タイ語             | Kandy                                | "Aeb saeb"                                |
| ブルネイ       | マレー語           | Qeez Idrus                           | "Salahkah Aku"                            |
| 香港           | 中国語(マンダリン) | Mag Lam (林欣彤)                     | "Shi Jian"(時間)                          |
| インドネシア   | インドネシア       | Putri＆Shella                        | "Mimpiku"                                 |
| ベトナム       | ベトナム語         | Văn Mai Hương (ヴァン・マーイフアン) | "Là em đó"                                |
| オーストラリア | 英語               | Justice Crew                         | "Boom Boom"、"Everybody" (マッシュアップ) |
| マレーシア     | マレー語           | Alyah                                | "Kisah hati"                              |
| イラン         | ペルシャ語         | Mohsen Mirzadeh (محسن میرزازاده)     | "Arman" (رمان)                            |
| キルギス       | キルギス語         | Tola Tursunaliev (Тола Турсуналиев)  | Enekeme"(Энэкеме)                         |
| 日本           | 日本語             | May'n                                | "ViViD"                                   |
| スリランカ     | 英語               | Sarith & Surith                      | "Together, Forever"                       |
| シンガポール   | タミル語 英語      | Shabir                               | "Maybe"                                   |
| アフガニスタン | ダリー語           | Shahzad Adeel (شهزاد عادل)           | "Ma Ba Tu'em" (ما به تو ایم)              |
| 中国           | 中国語(マンダリン) | Splendid7                            | "Ài ràng wǒmen zài yīqǐ" (爱让我们在一起) |
| 韓国           | 韓国語 英語        | SISTAR                               | "Give It to Me"                           |
| ベトナム       | ベトナム語         | Ngũ Cung                             | "Cao nguyên đá"                           |

## 放送局
カッコ内の年月日は各放送局内での放送日。
- ベトナム (ホスト) – ベトナムテレビジョン (VTV) (2013年10月26日、生放送)[17]
- アフガニスタン – Radio Television Afghanistan (RTA)
- オーストラリア – SBS Two （2013年11月9日）[18]
- ブルネイ – Radio Televisyen Brunei (RTB)
- 中国 – 中国中央電視台 (CCTV)
- 香港 – 無綫電視 (TVB)
- インドネシア – Televisi Republik Indonesia （2013年11月23日)
- イラン – イラン・イスラム共和国放送 (IRIB)
- 日本 – 日本放送協会 (NHK)
- キルギス – Kyrgyz Television (KTRK)
- マレーシア – Radio Televisyen Malaysia (RTM) (2013年12月26日)
- シンガポール – MediaCorp Suria
- 韓国 – 韓国放送公社 (KBS)
- スリランカ – MTV Channel (MTV)
- タイ – National Broadcasting Services of Thailand (NBT) [19]

## 参照
1. 1 2  “ABU 50th General Assembly and Associated Meetings”.  ABU. 2013年4月11日閲覧。
2. ↑  “ABU TV Song Festival 2013”.  Asia-Pacific Broadcasting Union. 2013年5月28日閲覧。
3. ↑  Granger, Anthony (2013年10月21日). “Jamaica dela Cruz to co-host”.   Eurovoix.com. 2013年10月25日閲覧。
4. ↑  Granger, Anthony (2013年10月25日). “Hong Phuc Announced As Co-Host”.   Eurovoix.com. 2013年10月25日閲覧。
5. 1 2  Granger, Anthony (2013年6月15日). “ABU'13: ABU TV Song Festival Confirmed In Hanoi”.   Eurovoix.com. 2013年6月15日閲覧。
6. 1 2 3  “Vietnam grand festival will held, timed to the General Assembly ABU”.   Kazmedia Ortalygy (2013年9月16日). 2013年9月20日閲覧。
7. 1 2  Mikheev, Andy (2013年8月29日). “Qeez Idrus will represent Brunei at ATSF2013”.   ESCkaz. 2013年9月1日閲覧。
8. 1 2  “ABU TV Song Festival - Hong Kong”. Performer's profile.   abuhanoi2013.com. 2013年9月20日閲覧。
9. 1 2  “ABU TV Song Festival - Indonesia”. Performer's profile.   abuhanoi2013.com. 2013年9月20日閲覧。
10. 1 2  “ABU TV Song Festival - Vietnam”. Performer's profile.   abuhanoi2013.com. 2013年9月20日閲覧。
11. 1 2  “ABU TV Song Festival - Australia”. Performer's profile.   abuhanoi2013.com. 2013年9月20日閲覧。
12. 1 2  “ABU TV Song Festival - Iran”. Performer's profile.   abuhanoi2013.com. 2013年9月20日閲覧。
13. 1 2  “ABU TV Song Festival - Kyrgyzstan”. Performer's profile.   abuhanoi2013.com. 2013年9月20日閲覧。
14. 1 2  “ABU TV Song Festival - Japan”. Performer's profile.   abuhanoi2013.com. 2013年9月20日閲覧。
15. 1 2  “ABU TV Song Festival - Sri Lanka”. Performer's profile.   abuhanoi2013.com. 2013年9月20日閲覧。
16. 1 2  “ABU TV Song Festival - Singapore”. Performer's profile.   abuhanoi2013.com. 2013年9月20日閲覧。
17. ↑  “Liên hoan ca nhạc Truyền hình Châu Á – Thái Bình Dương (ABU TV Songs Festival)”.   VTV News. 2013年10月21日閲覧。
18. ↑  “Program guide for TV - 9 November 2013”.  SBS Two. 2013年10月25日閲覧。
19. ↑  http://abuhanoi2013.com/Content.aspx?cid=41

## 関連
- ABU TV ソング・フェスティバル
- アジア太平洋放送連合(ABU) 大会主催団体
- ABU ラジオ・ソング・フェスティバル ABUが主催する歌謡祭のラジオ版。
- アジア・パシフィック・ソング・コンテスト ABUによるアジア規模の音楽祭を行う構想。後にABUソング・フェスティバルへ発展。
- ユーロビジョン・ソング・コンテスト ヨーロッパ規模の音楽コンテスト。ABU TV ソング・フェスティバルのモデルとなった番組。